# 인창초등학교
인창초등학교는 대한민국 경기도 구리시 인창동에 있는 공립 초등학교이다.

## 학교 연혁
- 1921년 5월 17일 양주군 인창공립보통학교(4년제) 개교
- 1937년 4월 1일 6년제로 개편
- 1938년 4월 1일 인창공립심상소학교로 개칭
- 1941년 4월 1일 인창공립국민학교로 개칭
- 1986년 5월 30일 체육관 개관
- 1996년 3월 1일 인창초등학교로 개칭
- 2003년 12월 31일 학교 공원화 사업
- 2019년 3월 4일 제24대 이현숙 교장 취임
- 2021년 3월 1일 제25대

## 참고 자료
- 인창초등학교 - 한국교육학술정보원 학교알리미
- 양주군지편찬위원회 (1978년). 《양주군지》.